# Hitman (film)
 For alternative betydninger, se Hitman (flertydig). (Se også artikler, som begynder med Hitman)
Hitman er en film baseret på den danskproducerede computerspilsserie af samme navn. I hovedrollen er amerikanske Timothy Olyphant som Agent 47 og den danske skuespiller Ulrich Thomsen medvirker også i filmen.

## Handling
Filmen handler om Agent 47, en klon, der siden sin skabelse er blevet trænet til at være professionel lejemorder. Hans bedste egenskaber er hans mod, snarrådighed og stolthed i hans arbejde. Men jægeren bliver den jagede, da 47 bliver viklet ind i et politisk kup vedrørende den russiske præsident Mikhail Belicoff. Både Interpol og det russiske militær jager Agent 47 gennem øst-Europa, mens han prøver at finde ud af hvem der står bag og hvorfor de vil have ham sat ud af spillet.
Men den største trussel mod 47 bliver måske hans underbevidste samvittighed og uvante følelser vækket af en smuk russisk pige ved navn Nika.

## Skuespillere
- Timothy Olyphant som Agent 47
- Dougray Scott som Mike Whittier
- Olga Kurylenko som Nika Boronina
- Robert Knepper som Yuri Marklov
- Ulrich Thomsen som Mikhail Belicoff
- Henry Ian Cusick som Udre Belicoff
- James Faulkner som Smith Jamison

## Produktion
Skuespilleren Vin Diesel (Pitch Black, The Fast and the Furious) skulle originalt have spillet rollen som Agent 47 og produceret filmen, men blev udskiftet med Timothy Olyphant (Deadwood, Die Hard 4.0) da tusindvis af fans protesterede mod denne bekendtgørelse. Ulrich Thomsen var også overvejet til rollen, men fik en anden i filmen.[kilde mangler]